# Elin i Horsnäs
Elin i Horsnäs, död efter 28 september 1611, var en av de första personer som avrättades för häxeri i Sverige, och hon var också den mest kända påstådda svenska häxan före den stora häxjakten 1668–1676; hennes rättegång är också den mest kända häxprocessen i Sverige före 1668.

## Bakgrund
Att detta landskap var ett undantag anses ofta bero på mäster Håkan, som var bödel i Jönköping mellan 1588 och 1638. Håkan tros ha blivit utbildad utomlands och hade bred kunskap om hur häxprocesser gick till i länder som Danmark och Tyskland, där de då var vanligare än i Sverige, och han kände till häxprovet, häxmärket, tortyrmetoder och mycket annat som användes mot häxor utomlands.
Håkan hade en lång referenslista som auktoritet på häxor. Redan 1588, samma år han anställdes, hotades en frikänd kvinna, Kristina Jeppa, med att om hon någon gång anklagades igen, skulle mäster Håkan utsätta henne för vattenprovet; två år senare, 1590, dokumenteras han ha utfört detta prov på två kvinnor i Jönköping, Ragnil på Skogen och Kirstin Simon snickares som sades flyta som gäss, och 1594 berömdes han för att ha "ransakat och uppletat Tyskabillan --- det samma hon för rätten bekände huruledes hon den djävulskonsten lärt hade". Den så kallade Tyskabillan, pigan Ingegärd Andersdotter, torterades i Habo socken att erkänna att hon tillsammans med en annan piga, Kerstin i Maden, hade mött "en liten kumpan" på en kulle tre gånger, fått gåvor och försvurit sig åt honom.

## Första gången
Elin, en änka i Småland, var ställd inför rätta för häxeri för första gången år 1599 eller 1601. Hon fick då undergå vattenprovet tillsammans med två andra kvinnor, men tycktes på något sätt ha klarat det och därmed blivit frikänd; det gissas att hon mutat Håkan, som utförde provet; senare har ibland framlagts hypotesen att hon mutat honom med sexuella tjänster, och därigenom fått honom att förbereda henne på ett särskilt sätt, som gjorde att hon klarade provet. De andra två kvinnorna, vars namn är okända, misslyckades och avrättades.
De häxor som frikändes från anklagelserna ansågs ändå vara skyldiga i folkmun och blev ofta anklagade en andra gång, och detta var också vad som hände Elin; folk fortsatte skvallra och sprida historier om henne, och 1611 kallade hon åter inför rätta i Sunnerbo häradsting. Man vet inte hur gammal Elin var då, men hon kan inte ha varit en gumma, för hennes mor var fortfarande i livet och hennes son var i tonåren.

## Andra gången
Elin i Horsnäs var då omgift med Oluffz. Hon anklagades på en lång rad punkter; hon hade utövat kärleksmagi på sin systers fästman Simon Thuresson, då han funderat på att bryta förlovningen, hon hade mördat både sin första man Niels Pedersson och Maretta Laressa med magi, hon hade gjort boskap sjuka och sedan fått pengar för att göra dem friska igen, hon använde mjölkharar. Hon hade grälat med sin döde makes far, då han anklagat henne för att ha mördat hans son för arvet, och gjort sin förre makes bror sjuk med magi då han försökt avstyra bråket. Man vittnade om att hennes son, under ett bröllop, hade sagt till de andra pojkarna att en av skatorna i luften var hans mor, och den skatan hade kommit varje gång han kallat på den. Rätten var grundligt trött på de ständiga anklagelserna som strömmade in från hennes grannar.     

## Häxprocessen
Elin i Horsnäs förnekade anklagelserna, och Håkan tillkallades och lovade att avslöja denna ökända häxa. Fogden i Sunnerbo hade redan vid hennes häktning begärt av ståthållaren i Jönköping att Håkan skulle assistera, och han inställde sig med bemyndigande att genomföra vattenprov. Dom fick fällas, men avrättningen måste befästas av överheten. Fogden sa till Håkan; "Finner du Elin oskyldig, skall du låta henne vara. Din betalning skall du få likafullt. Håkan svarade; "Får jag ej vilkor att handla med henne som jag plägar med sådana, då må fanen hava henne på vattnet".       
Efter att ha observerat henne, i hemlighet, för att undvika hennes "onda öga", kom han fram till att hon hade häxmärket under sitt högra bröst. Då några kvinnor tillkallades för att undersöka detta, såg de att han hade rätt; de sade att de aldrig sett en kvinna med sådant märke och att de inte hade ett sådant själva. Detta har betraktats som ett indicium för att han tidigare hade sett henne naken. Hon utsattes för vattenprovet, och denna gång misslyckades hon; då hon lyftes upp ur vattnet, sade hon omedelbart att hon visste ett sätt att klara av provet, och skulle ha klarat av det om hon bara hade fått förbereda sig. Håkan fick då tillstånd att tortera henne. Han rakade henne över hela kroppen; häxor ansågs kunna gömma en "trollknuta" i sitt hår.  
Elin erkände inte att hon var häxa ens under tortyr, men till slut erkände hon att hon mördat sin (förste) man med arsenik, enligt utsago utan att ha blivit tillfrågad. Orsaken kan vara att hon önskade bli avrättad för mord hellre än trolldom; åtminstone formellt var straffet för trolldom ända fram till år 1640 bränning på bål, även om det inte finns några bevis för att detta straff i häxerimål någonsin användes i Sverige mer än en enda gång (med Malin Matsdotter), medan mord innebar halshuggning. Elin dömdes till döden den 28 september 1611 och avrättades "Till det enhälliga ropet" från kyrkan, rätten och allt folket. Det är inte känt vilken avrättningsmetod som användes, datumet för avrättningen tycks också vara okänt, men det är klarlagt att den verkställdes.
Mäster Håkan medverkade vid ännu en häxprocess i Jönköping 1618–1619, där han fick både Britta Arfvidsdotter och Ingeborg Boggesdotter dömda till döden. År 1615 ställdes fogden inför rätta för att redogöra för om rättegången mot Elin hade gått rätt till.